# Graphistemma pictum
Graphistemma es un género monotípico de lianas de la familia Apocynaceae. Contiene una única especie: Graphistemma pictum Champ.. Es originaria de Asia.

## Distribución y hábitat
Se distribuye por China (Guangdong, Guanxi, Hainan y, Vietnam donde se encuentra en los bosques abiertos y entre los matorrales en alturas de 100-700 metros.

## Descripción
Son lianas que alcanzan los 8 m de altura. Las hojas son coriáceas, de 6-20 cm de largo y 2.5-7 cm de ancho, oblongas a elípticas, basalmente redondeadas a cordadas, el ápice agudo a acuminado, adaxialmente glabras, abaxialmente papilosas.
Las inflorescencias son extra-axilares, solitarias, más cortas que las hojas adyacentes con 3-12 flores, simples. 

## Taxonomía
Graphistemma pictum fue descrita por (Champ. ex Benth.) Benth. ex Maxim. y publicado en Mélanges Biologiques Tires du Bulletin Physico-Mathematique de l'Academie Imperiale des Sciences de St.-Pétersbourg 9: 776. 1876.
Sinonimia
- Holostemma pictum Champ. ex Benth.